# Museo del Libro Gardel y su Tiempo
El Museo del Libro Gardel y su Tiempo se encuentra en la localidad bonaerense de Azul, Argentina. Constituye la mayor colección bibliográfica referida al cantante Carlos Gardel con volúmenes editados en 20 países de América y Europa -y, por ende, en diversos idiomas- que abordan el tema desde numerosos ángulos: investigaciones, estudios sociológicos, novelas, cuentos y poemarios conforman una biblioteca y base de datos de permanente consulta por parte de investigadores y periodistas de Argentina y del extranjero. Declarada de Interés Legislativo por la Cámara de Diputados de la Provincia de Buenos Aires, también cuenta con material referido al entorno del artista ( libros , revistas, diarios, películas, grabaciones en diferentes formatos, etc) recopilados por Ana María Turón.
Por tratarse de una colección privada, los libros, revistas y discos (actualmente digitalizados), sellos postales y demás material de este Museo se difunde a través de exposiciones, conferencias, sitios web, revistas especializadas y el programa radial "Unos Mates con Gardel".